# Cerylon fagi
Cerylon fagi är en skalbaggsart som beskrevs av Brisout de Barneville 1867. Cerylon fagi ingår i släktet Cerylon, och familjen gångbaggar. Arten är reproducerande i Sverige.